# Езеиза
Езеиза (шп. Ezeiza) је град у Аргентини у покрајини Буенос Ајрес. Према процени из 2005. у граду је живело 135.580 становника.

## Становништво
Према процени, у граду је 2005. живело 135.580 становника.
| 1980. | 1991.  | 2001.   |
| ----- | ------ | ------- |
| ...   | 74.114 | 118.072 |